# Khanpur
Khanpur is een nagar panchayat (plaats) in het district Bulandshahr van de Indiase staat Uttar Pradesh. 

## Demografie
Volgens de Indiase volkstelling van 2001 wonen er 13.741 mensen in Khanpur, waarvan 53% mannelijk en 47% vrouwelijk is. De plaats heeft een alfabetiseringsgraad van 35%. 